# Виктор, Линдон
Линдон Келлон Виктор (англ. Lindon Kellon Victor; род. 28 февраля 1993, Сент-Джорджес) — гренадский легкоатлет, специалист по многоборьям, бронзовый призёр чемпионата мира 2023 года, двукратный чемпион Игр Содружества (2018 и 2022), серебряный призёр Панамериканских игр в Лиме, победитель и призёр первенств национального значения, участник Олимпийских игр 2016 и 2020 годов. Выступает за сборную Гренады с 2009 года.

## Биография
Линдон Виктор родился 23 февраля 1993 года в Сент-Джорджесе, Гренада.
Представлял гренадскую национальную сборную на различных юниорских соревнованиях в карибском регионе начиная с 2009 года. В 2010 году отметился выступлением на юношеских Олимпийских играх в Сингапуре, где занял 13-е место в программе метания копья.
Позже проходил подготовку в США во время учёбы в Техасском университете A&M — состоял в местной легкоатлетической команде, неоднократно принимал участие в студенческих соревнованиях, в частности дважды становился чемпионом первого дивизиона Национальной ассоциации студенческого спорта в десятиборье.
Вышел на взрослый международный уровень в сезоне 2014 года, когда принял участие в Играх Содружества в Глазго — с результатом в 7429 очков стал в десятиборье девятым.
В 2015 году показал седьмой результат на Панамериканских играх в Торонто.
Благодаря череде удачных выступлений удостоился права защищать честь страны на летних Олимпийских играх 2016 года в Рио-де-Жанейро — набрал в сумме всех дисциплин десятиборья 7998 очков, расположившись в итоговом протоколе соревнований на 16-й строке. Являлся знаменосцем Гренады на церемонии закрытия Игр.
На чемпионате мира 2017 года в Лондоне остался без результата (провалил все попытки в метании диска и в прыжках с шестом).
В 2018 году стартовал в семиборье на чемпионате мира в помещении в Бирмингеме, тогда как в десятиборье выступил на Играх Содружества в Голд-Косте — превзошёл здесь всех соперников и завоевал золотую медаль.
В 2019 году побывал на Панамериканских играх в Лиме, откуда привёз награду серебряного достоинства, выигранную в десятиборье — уступил только канадцу Дамиану Уорнеру. При этом на чемпионате мира в Дохе досрочно завершил выступление, провалив метание диска и прыжки с шестом.
Приходится сводным братом другому известному десятиборцу из Гренады Курту Феликсу.